# حاجی جبار در پاریس
حاجی جبار در پاریس فیلمی به کارگردانی موشق سروری و نویسندگی موشق سروری و حسین مدنی محصول سال ۱۳۳۹ است.

## خلاصه داستان
حاجی جبار» خسیس و پولدوست، در رویاهایش به پاریس سفر می‌کند و پس از آنکه بیدار می‌شود تصمیم می‌گیرد بیشتر به واقعیت زندگی و انسانیت فکر کند تا پول...

## بازیگران
- عزت‌الله وثوق
- پرخیده
- فریده نصیری
- رضا شفیع
- علی پروانه